# B.Bommenahalli, Kadur
B.Bommenahalli là một làng thuộc tehsil Kadur, huyện Chikmagalur, bang Karnataka, Ấn Độ.